# كين جينينغز
كين جينينغز (بالإنجليزية: Ken Jennings)‏ (و. 1974  م) هو مهندس برمجيات، ومدون، وكاتب غير روائي، وعالم حاسوب، وgame show contestant ‏، ومدون صوتي أمريكي، ولد في إدموندز، هو عضوٌ في الحزب الديمقراطي الأمريكي.

## التعليم
تعلم في جامعة بريغام يونغ.

## وصلات خارجية
- كين جينينغز على موقع IMDb (الإنجليزية)
- كين جينينغز على موقع ميوزك برينز (الإنجليزية)
- كين جينينغز على موقع إن إن دي بي (الإنجليزية)
- كين جينينغز على موقع قاعدة بيانات الفيلم (الإنجليزية)
- كين جينينغز على موقع كينوبويسك (الروسية)

- كين جينينغز في قاعدة بيانات الأفلام على الإنترنت